# Pătrașcu Dobri
Pătrașcu Dobri (romunsko  Pătrașcu cel Bun) je bil vlaški knez  (hospodar) iz dinastije Drakulič, ki je vladal od leta 1554 do 24. decembra 1557, * ni znano, †  24. december 1557, Bukarešta, Vlaška. 

## Zgodovina
Pătraşcu je bil sin kneza Raduja Paisie. Nekateri zgodovinarji domnevajo, da je bil njegov sin vlaški knez  Petru Cercel, ki je vladal od leta 1583 do 1588. Večina zgodovinarjev meni, da je bil njegov sin tudi Mihael Hrabri, ki je v Vlaški vladal od leta 1593 do 1601, medtem ko drugi domnevajo, da je Mihael ponaredil svoje poreklo, da bi upravičil svoj vladarski položaj. Oba domnevna sinova sta pokopana v skupaj ob notranji steni cerkve v Caluiu.
Pătraşcu je umrl v nejasnih okoliščinah 24. decembra 1557 v Bukarešti. Pokopan je v samostanu Dealu. Vzdevek Dobri so mu pripisali zgodovinarji, ker je bila njegova vladavina mirna in brez pobojev plemstva. 